# وسام الهاشمي
الدكتور وسام الهاشمي جيولوجي عراقي ولد في بغداد.أُنتخب رئيساً جمعية الجيولوجية في العراق في عام 2001 وكان رئيس اتحاد الجيولوجيين العرب. من 1996 إلى 2002 كان نائب رئيس الاتحاد الدولي للعلوم الجيولوجية.
قُتل في أواخر أغسطس أو أوائل سبتمبر / أيلول 2004.

## العمل الأكاديمي
وسام الهاشمي حاصل على بكالوريوس في الجيولوجيا-الفيزياء من جامعة بغداد في عام 1965 ونفذ خدمته العسكرية الإلزامية. في عام 1967 عمل كمعيد (مدرس) في جامعة الموصل. حصل على دكتوراه من جامعة نيوكاسل-أبون-تاين من 1968 إلى 1972 ، وعمل على علم الرواسب و دلتمة الحجر الجيري عضو مجموعة الكربون الأوسط للحجر الجيري من نورثمبرلاند ، شمال شرق إنجلترا.
عاد إلى بغداد وشغل عدداً من المناصب في الحكومة العراقية وشركة النفط الوطنية العراقية ووزارة النفط العراقية. عين رئيس جمعية الجيولوجيين العرب اللجنة الاستشارية من عام 1975 حتى عام 1998. ـنتخب الأمين العام في 1973 ورئيس في 2001 للجمعية الجيولوجية في العراق. أنتخب لمجلس الرابطة الدولية للرواسب وخدم من 1982-1990. أنتخب نائب رئيس الاتحاد الدولي للعلوم الجيولوجية في عام 1996.
كتب العديد من الأوراق العلمية في كل من اللغة العربية والإنجليزية عن الكاربون والترسبات و تصلد (أرض)، علم النفط، المعادن, علم الآثار الجغرافية, الجيولوجيا الهندسية, الـتخزين تحت الأرض، الصخور والمعادن الصناعية، علم المياه.وكتب عدة مقالات تحليلية بأنتظام ونشرت في الصحف العراقية التي تغطي مختلف الأنشطة، السياسة والنفط وقضايا المياه في الشرق الأوسط والعالم العربي.
وفقاً لأبنته تارا،
لقد تم أختطافه في وقت مبكر من صباح يوم 15 أغسطس / آب 2005 أثناء ذهابه إلى العمل، وسرقت أوراق العمل الأخيرة. أعطيت الفدية ولكن للأسف أطلقوا النار مرتين في رأسه ومات. ... وأستغرق منا حوالي أسبوعين للعثور على جثته في مستشفيات بغداد.

## وصلات خارجية
- http://www.brusselstribunal.org/Academics.htm